# Christèle Gras-Le Guen
Pour les articles homonymes, voir Gras et Le Guen.
Christèle Gras-Le Guen est une pédiatre française, porte-parole de la Société française de pédiatrie, après en avoir été la présidente,.

## Biographie
Elle effectue dix ans en réanimation pédiatrique.
Elle est chef du service des urgences et de pédiatrie générale ainsi que du pôle femme, enfant et adolescent du CHU de Nantes. Elle est professeure de pédiatrie et chercheuse dans une équipe d’épidémiologie pédiatrique (INSERM 1153).
Ses travaux de recherche portent sur la classification des risques dans le domaine de l’infectiologie, des soins intensifs et de la médecine d’urgence pédiatrique.

## Distinctions
- Chevalière de la Légion d'honneur (2022[6]).